# Gustaaf Van Roosbroeck
Gustaaf „Staf“ Van Roosbroeck (* 16. Mai 1948 in Hulshout) ist ein ehemaliger belgischer Radrennfahrer.

## Sportliche Laufbahn
Van Roosbroeck war im Straßenradsport aktiv. Als Amateur siegte er 1968 und 1969 auf einer Etappe der Belgien-Rundfahrt für Amateure. 1969 kamen zwei Erfolge in der Olympia’s Tour dazu. 1967 war er Dritter der Flandern-Rundfahrt der Amateure hinter dem Sieger Valère Van Sweevelt. 
Ab Sommer 1969 bis 1981 war er als Berufsfahrer aktiv und gewann in dieser Zeit mehr als 70 Rennen. Seinen ersten Vertrag als Profi hatte er im Radsportteam Mercier BP-Hutchinson. In seiner ersten Saison als Profi gewann er eine Etappe der Belgien-Rundfahrt und war in den Eintagesrennen Grote Scheldeprijs und Grand Prix Zele erfolgreich. Zum Saisonauftakt gewann er 1972 Kuurne–Brüssel–Kuurne, es folgten Siege im Grand Prix de Denain, im Nationale Sluitingsprijs, im Omloop van de Fruitstreek und im Grand Prix de Fourmies.
Die Trofeo Luis Puig gewann Van Roosbroeck 1973, ebenso den Nationale Sluitingsprijs und den Prolog der Belgien-Rundfahrt. Im Giro d’Italia gewann er die 3. Etappe, in der Tour de Suisse die 7. Etappe. 1974 entschied er den Flèche Hesbignonne-Cras Avernas sowie einen Tagesabschnitt der Tour de Romandie für sich, 1975 gewann er das Rennen Maaslandse Pijl, 1976 den Omloop der drie Provinciën. 1978 folgten Erfolge in den Rennen Nokere Koerse, Grand Prix de Hannut und Omloop van Midden-België. Die Classic Brugge-De Panne (Driedaagse van De Panne) und die Dwars door Vlaanderen (vor Walter Planckaert) gewann er 1979. Seinen letzten Sieg als Profi erzielte Van Roosbroeck 1980, als er eine Etappe der Driedaagse van De Panne gewann. In der Gesamtwertung des Etappenrennens wurde er Zweiter hinter Sean Kelly.
Van Roosbroeck bestritt alle Grand Tours. 1973 wurde er 66. in der Tour de France, 1974 dann 63. Im Giro d’Italia 1973 schied er aus, ebenso in der Vuelta a España 1972.